# Okondja
Okondja é uma cidade da província de Haut-Ogooué e a capital do departamento de Sébé-Brikolo, no Gabão. No último censo realizado em 1993 possuía 5.193 habitantes.